# Saison 2020-2021 de l'ASM Clermont Auvergne
Cette page présente la saison 2020-2021 de l'ASM Clermont Auvergne en Top 14 et en Coupe d'Europe.

## Entraîneurs
- Franck Azéma : directeur sportif
- Bernard Goutta : entraîneur des avants
- Xavier Sadourny : entraîneur de l'attaque
- Benson Stanley : entraîneur de la défense
- Didier Bès : entraîneur de la mêlée
- Neil McIlroy : manager sportif

## Effectif
| Nom                   | Poste            | Naissance          | Nationalité sportive | International | Dernier club                     | Arrivée au club (année) |
| --------------------- | ---------------- | ------------------ | -------------------- | ------------- | -------------------------------- | ----------------------- |
| Peni Ravai            | Pilier           | 16 juin 1990       | Fidji                |               | Union Bordeaux Bègles            | 2020                    |
| Étienne Falgoux       | Pilier           | 19 janvier 1993    | France               |               | Formé au club                    | 2012                    |
| Rabah Slimani         | Pilier           | 18 octobre 1989    | France               |               | Stade Français Paris             | 2017                    |
| Giorgi Beria          | Pilier           | 11 novembre 1999   | France               | -20a          | Formé au club                    | 2016                    |
| Sipili Falatea        | Pilier           | 6 juin 1997        | France               |               | Formé au club                    | 2017                    |
| Cristian Ojovan       | Pilier           | 4 janvier 1997     | Moldavie             |               | Section paloise                  | 2017                    |
| Daniel Bibi Biziwu    | Pilier           | 29 août 2001       | France               | -             | Formé au club                    | 2018                    |
| Étienne Fourcade      | Talonneur        | 11 avril 1997      | France               | - 20 ans      | FC Grenoble                      | 2020                    |
| Adrien Pélissié       | Talonneur        | 7 août 1990        | France               |               | Union Bordeaux Bègles            | 2020                    |
| Yohan Beheregaray     | Talonneur        | 29 mai 1996        | France               |               | Formé au club                    | 2013                    |
| Paul Jedrasiak        | Deuxième ligne   | 6 février 1993     | France               |               | Formé au club                    | 2011                    |
| Sébastien Vahaamahina | Deuxième ligne   | 21 octobre 1991    | France               |               | USA Perpignan                    | 2014                    |
| Sitaleki Timani       | Deuxième ligne   | 19 septembre 1986  | Australie            |               | Montpellier HR                   | 2016                    |
| Jacobus van Tonder    | Deuxième ligne   | 3 mars 1998        | Afrique du Sud       |               | Formé au club                    | 2016                    |
| Arthur Iturria        | Troisième ligne  | 13 mai 1994        | France               |               | Formé au club                    | 2012                    |
| Alexandre Lapandry    | Troisième ligne  | 13 avril 1989      | France               |               | Formé au club                    | 2007                    |
| Fritz Lee             | Troisième ligne  | 29 août 1988       | Nouvelle-Zélande     |               | Chiefs                           | 2013                    |
| Alexandre Fischer     | Troisième ligne  | 19 janvier 1998    | France               |               | Formé au club                    | 2016                    |
| Judicaël Cancoriet    | Troisième ligne  | 25 avril 1996      | France               |               | RC Massy                         | 2015                    |
| Peceli Yato           | Troisième ligne  | 17 janvier 1993    | Fidji                |               | Formé au club                    | 2012                    |
| Tavite Veredamu       | Troisième ligne  | 1er septembre 1989 | France               | à 7           | Équipe de France de rugby à sept | 2020                    |
| Morgan Parra          | Demi de mêlée    | 15 novembre 1988   | France               |               | CS Bourgoin-Jallieu              | 2009                    |
| Sébastien Bézy        | Demi de mêlée    | 22 novembre 1991   | France               |               | Stade toulousain                 | 2020                    |
| Kévin Viallard        | Demi de mêlée    | 27 novembre 2000   | France               | -20a          | Formé au cub                     | 2018                    |
| Camille Lopez         | Demi d'ouverture | 3 avril 1989       | France               |               | USA Perpignan                    | 2014                    |
| Wesley Fofana         | Centre           | 20 janvier 1988    | France               |               | Formé au club                    | 2007                    |
| George Moala          | Centre           | 5 novembre 1990    | Nouvelle-Zélande     |               | Blues                            | 2018                    |
| Peter Betham          | Centre           | 6 janvier 1989     | Australie            |               | Leicester                        | 2017                    |
| Damian Penaud         | Centre           | 25 septembre 1996  | France               |               | Formé au club                    | 2014                    |
| Apisai Naqalevu       | Centre           | 21 août 1989       | Fidji                |               | Union Bordeaux Bègles            | 2018                    |
| Léo Treilles          | Centre           | 26 janvier 2000    | France               |               | Formé au club                    | 2015                    |
| Tani Vili             | Centre           | 31 octobre 2000    | France               |               | Formé au club                    | 2017                    |
| Alivereti Raka        | Ailier           | 9 décembre 1994    | France               |               | Formé au club                    | 2014                    |
| Samuel Ezeala         | Ailier           | 11 décembre 1999   | France               |               | Formé au club                    | 2018                    |
| Bastien Pourailly     | Ailier           | 31 janvier 1994    | France               |               | Section paloise                  | 2020                    |
| Kotaro Matsushima     | Arrière          | 26 février 1993    | Japon                |               | Suntory Sungoliath               | 2020                    |
| Tim Nanai-Williams    | Arrière          | 12 juin 1989       | Samoa                |               | Chiefs                           | 2018                    |
| Cheikh Tiberghien     | Arrière          | 8 janvier 2000     | France               |               | Formé au club                    | 2019                    |

## Calendrier et résultats

### Top 14
| - ASM Clermont - Stade toulousain : 33-30 - Aviron bayonnais - ASM Clermont : 21-19 - ASM Clermont - SU Agen : 31-12 - ASM Clermont - Stade français : 41-27 - ASM Clermont - Section paloise : 50-29 - CA Brive - ASM Clermont : 21-43 - Stade rochelais - ASM Clermont : 19-10 - Castres olympique- ASM Clermont : 14-40 - ASM Clermont - Montpellier HR : 15-21 - RC Toulon - ASM Clermont : 27-9 - ASM Clermont - Racing 92 : 22-24 - Union Bordeaux Bègles - ASM Clermont : 16-16 - ASM Clermont - Union Bordeaux Bègles : 36-37 | - Stade toulousain - ASM Clermont : 36-27 - ASM Clermont - Aviron bayonnais : 73-3 - SU Agen - ASM Clermont : 16-52 - Stade français - ASM Clermont : 27-34 - Section paloise - ASM Clermont : 31-42 - ASM Clermont - CA Brive : 37-27 - ASM Clermont - Stade rochelais : 25-20 - ASM Clermont - Castres olympique : 59-19 - Montpellier HR - ASM Clermont : 22-16 - ASM Clermont - RC Toulon : 25-16 - Racing 92 - ASM Clermont : 45-19 - ASM Clermont - Lyon OU : 26-18 - Lyon OU - ASM Clermont : 41-30 |

#### Barrages
Les matchs de barrage ont lieu le weekend du 12 juin 2021 dans les stades des équipes qualifiées les mieux classées.
| Barrage Samedi 12 juin 2021 21 h | Union Bordeaux Bègles | 25-16 (13-7) | ASM Clermont                                                                              | Stade Chaban-Delmas, Bordeaux Arbitre : Pascal Gaüzère |
| Barrage Samedi 12 juin 2021 21 h | Essai(s) : 1 Maynadier (37e Transformation(s) : 1 Jalibert (37e) Pénalité(s) : 6 Jalibert (24e, 35e, 50e, 59e, 66e, 77e) |              | Essai(s) : 1 Penaud (7e) Transformation(s) : 1 Parra (7e) Pénalité(s) : 3 (44e, 54e, 63e) | Stade Chaban-Delmas, Bordeaux Arbitre : Pascal Gaüzère |
| Barrage Samedi 12 juin 2021 21 h | |              |                                                                                           | Stade Chaban-Delmas, Bordeaux Arbitre : Pascal Gaüzère |

### Coupe d'Europe
Dans la coupe d'Europe, l'ASM Clermont fait partie de la poule B et est opposée aux Anglais des Bristol Bears et aux Irlandais du Munster.
| - Bristol Bears - ASM Clermont : 38-51 - ASM Clermont - Munster : 31-39 | - Munster - ASM Clermont : annulé - ASM Clermont - Bristol Bears : annulé |

Avec 2 victoires, l' ASM Clermont termine 5e de la poule B et est qualifié pour les huitièmes de finale.
Phases finales
Huitièmes de finale
- Wasps -  ASM Clermont : 25-27

Quarts de finale
- ASM Clermont -  Stade toulousain : 12-21

## Statistiques

### Championnat de France
Meilleurs réalisateurs
| Rang | Joueur         | Poste            | Points | Essais | Transf. | Pén. | Drops |
| ---- | -------------- | ---------------- | ------ | ------ | ------- | ---- | ----- |
| 1    | Camille Lopez  | Demi d'ouverture | 247    | 4      | 52      | 41   | -     |
| 2    | Morgan Parra   | Demi de mêlée    | 147    | 1      | 17      | 36   | -     |
| 3    | Sébastien Bézy | Demi de mêlée    | 36     | 5      | 1       | 3    | -     |

Meilleurs marqueurs
| Rang | Joueur            | Poste                  | Essais |
| ---- | ----------------- | ---------------------- | ------ |
| 1    | Alivereti Raka    | Ailier                 | 7      |
| 2    | Fritz Lee         | Troisième ligne centre | 6      |
| 3    | Kotaro Matsushima | Arrière                | 6      |

### Coupe d'Europe
Meilleurs réalisateurs
| Rang | Joueur            | Poste            | Points | Essais | Transf. | Pén. | Drops |
| ---- | ----------------- | ---------------- | ------ | ------ | ------- | ---- | ----- |
| 1    | Camille Lopez     | Demi d'ouverture | 35     | -      | 10      | 5    | -     |
| 2    | Kotaro Matsushima | Arrière          | 20     | 4      | -       | -    | -     |
| 3    | Damian Penaud     | Ailier           | 15     | 3      | -       | -    | -     |

Meilleurs marqueurs
| Rang | Joueur            | Poste   | Essais |
| ---- | ----------------- | ------- | ------ |
| 1    | Kotaro Matsushima | Arrière | 4      |
| 2    | Damian Penaud     | Ailier  | 3      |